# Villageriz
Villageriz est une municipalité espagnole de la communauté autonome de Castille-et-León et de la province de Zamora. En 2015, elle compte 50 habitants et 45 au 1er janvier 2022.

## Géographie et climat
Villageriz est situé à l'extrémité ouest du plateau castillan (Meseta Iberica) à une altitude d'environ 775 m . La capitale provinciale Zamora se trouve à 61 km dans la direction sud-sud-est.
Le climat continental tempéré est rarement influencé par l'Atlantique .

## Démographie
| Année      | 1970 | 1981 | 1991 | 2001 | 2011 | 2021 | 2022 |
| Population | 121  | 94   | 77   | 70   | 52   | 48   | 45 . |

## Images

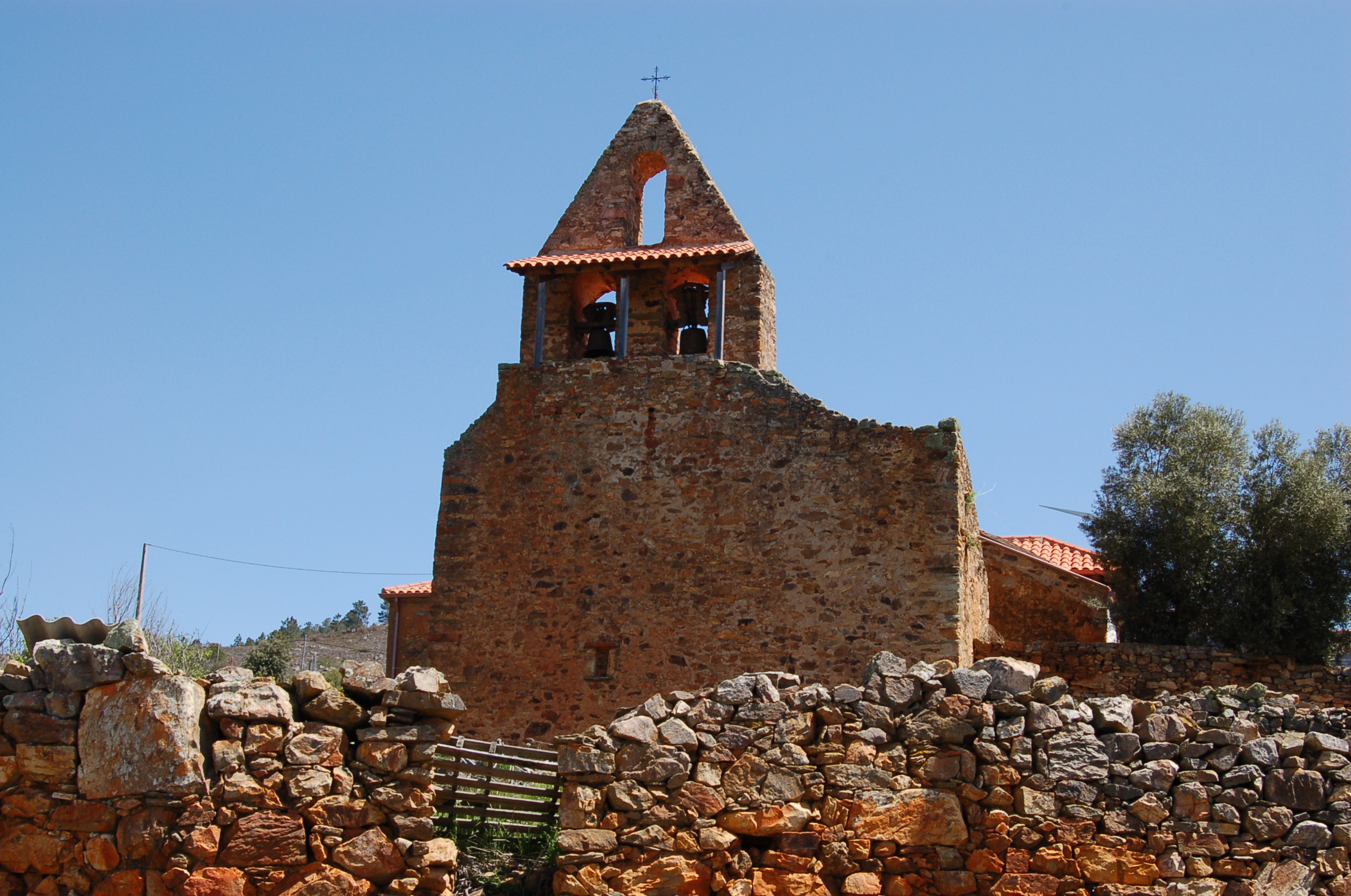
Église Saint-Pierre.
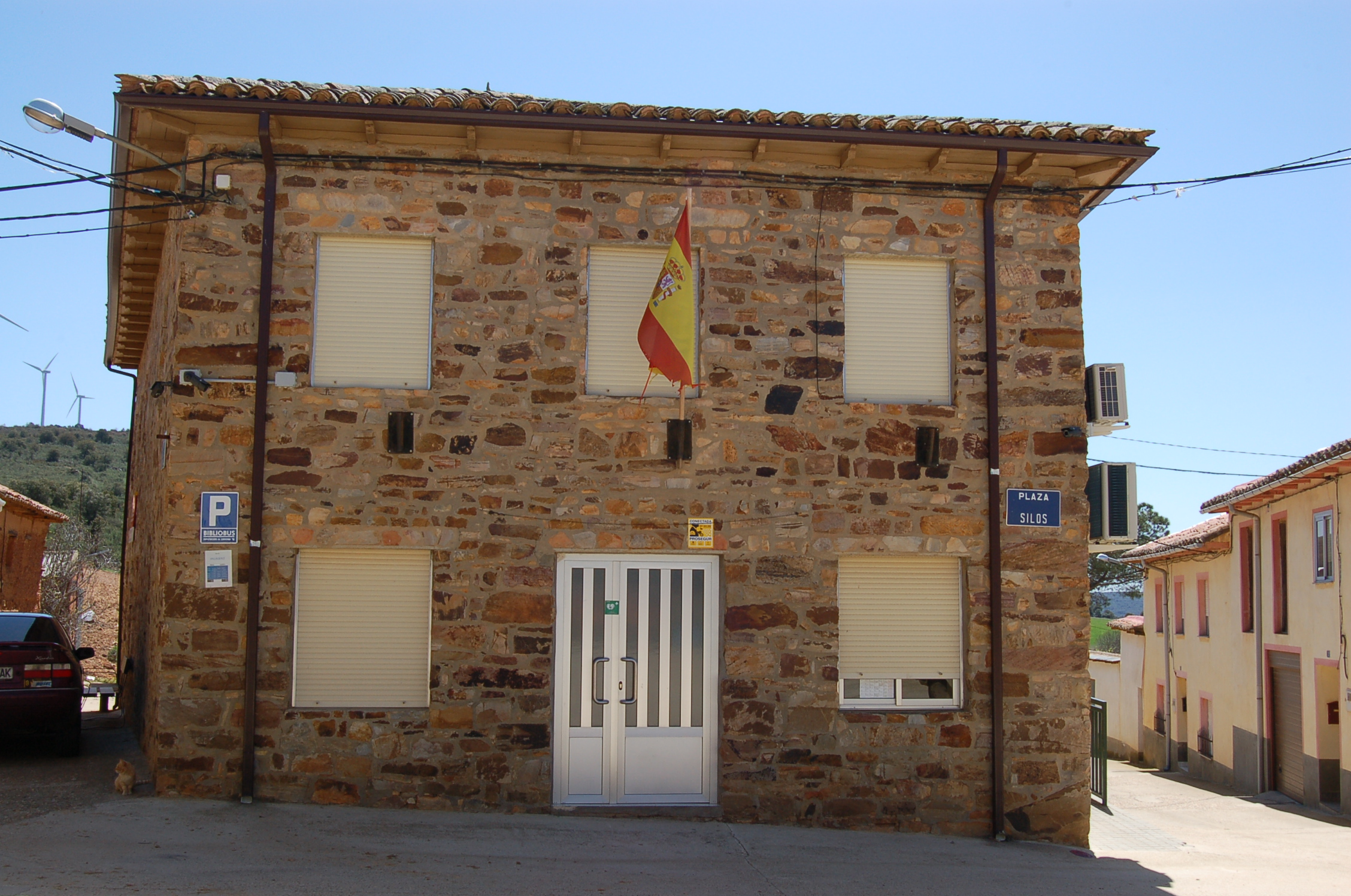
Mairie